# 유리 발루옙스키

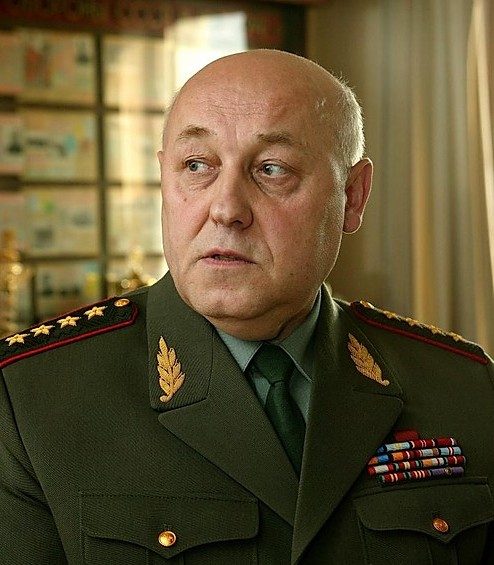
유리 발루옙스키

유리 니콜라예비치 발루옙스키(러시아어: Балуевский, Юрий Николаевич, 1955년 1월 9일, 소련, 우크라이나 소비에트 사회주의 공화국, 리비우주, 트루스카베츠 ~ )는 소련과 러시아의 군인이다. 러시아 연방군 총참모장 및 러시아 연방 국방부 제1차관을 지냈다. 2008년, 러시아 연방군 총참모장에서 물러났으며 육군 총사령관 니콜라이 예고로비치 마카로프가 그의 뒤를 이어 러시아 연방군 총참모장이 되었다. 같은 해, 그는 러시아가 국제 테러리즘 또는 세계나 지역 패권을 추구하는 국가의 잠재적 위협으로부터 스스로를 방어하기 위한 목적으로 핵무기를 포함한 무력을 사용할 준비가 되어있다는 발언을 한 바 있다.
| 전임 아나톨리 크바시닌 | 러시아군 총참모장 2004년-2008년 | 후임 니콜라이 예고로비치 마카로프 |